# Eurocité basque Bayonne - San Sebastián
 (juillet 2024).
L'Eurocité basque Bayonne – San Sebastián est un territoire franco-espagnol. Elle s'étend le long de cinquante kilomètres de côtes du golfe de Gascogne, de  part et d'autre de la Bidassoa, petit fleuve qui forme la frontière entre la France (département des Pyrénées-Atlantiques) et l'Espagne (province du Guipuscoa). L'ensemble du territoire fait partie d'Euskal Herria, le Pays basque. Elle représente une superficie de 899 km2.

## Présentation
La structure de coopération est l'Agence transfrontalière pour le développement de l'Eurocité basque Bayonne – San Sebastián. C'est un groupement européen d'intérêt économique (GEIE). Elle compte plus de 652 000 habitants (dont 435 000 en Espagne) et 42 collectivités. Elle comprend 25 communes françaises (437,48 km2, 217 258 habitants) :
- Ahetze ;
- Anglet ;
- Arbonne ;
- Arcangues ;
- Ascain ;
- Bassussarry ;
- Bayonne ;
- Biarritz ;
- Bidart ;
- Biriatou ;
- Boucau ;
- Ciboure ;
- Guéthary ;
- Halsou ;
- Hendaye ;
- Jatxou ;
- Lahonce ;
- Larressore ;
- Saint-Jean-de-Luz ;
- Saint-Pée-sur-Nivelle ;
- Sare ;
- Souraïde ;
- Saint-Pierre-d'Irube ;
- Urrugne ;
- Villefranque.

Du côté espagnol, elle inclut 17 municipalités (466,82 km2, 435 030 habitants) :
- Aia ;
- Andoain ;
- Astigarraga ;
- Errenteria ;
- Fontarrabie ;
- Getaria ;
- Hernani ;
- Irun ;
- Lasarte-Oria ;
- Lezo ;
- Oiartzun ;
- Orio ;
- Pasaia ;
- Saint-Sébastien ;
- Urnieta ;
- Usurbil ;
- Zarautz.

## Histoire

### Chronologie
- 1997 : création de l'observatoire transfrontalier Bayonne - San Sebastian par la Diputación foral de Guipuzcoa et du district Bayonne-Anglet-Biarritz (devenu agglomération Côte Basque-Adour)[1].
- 2001 : le Consorcio Bidasoa-Txingudi, qui regroupe les communes d'Irun et Fontarrabie en Espagne et la commune d'Hendaye en France, rejoint l'Eurocité.